# Malta w Konkursie Piosenki Eurowizji Junior
Malta w Konkursie Piosenki Eurowizji Junior zadebiutowała w 2003 roku. Od czasu debiutu konkursem w kraju zajmuje się maltański nadawca publiczny Public Broadcasting Services (PBS).
Malta dwukrotnie wygrała finał konkursu w 2013 roku, kiedy Maltę reprezentowała Gaia Cauchi z utworem „The Start” oraz w 2015 roku po raz drugi dzięki Destiny Chukunyere z piosenką „Not My Soul”.

## Uczestnictwo
Malta uczestnicy w Konkursie Piosenki Eurowizji Junior z przerwami od 2003 roku. Poniższa tabela uwzględnia nazwiska wszystkich maltańskich  reprezentantów, tytuły konkursowych piosenek i języki w których były śpiewane oraz wyniki w poszczególnych latach.
| Rok                                   | Artysta             | Piosenka                    | Język                | Miejsce | Punkty |
| ------------------------------------- | ------------------- | --------------------------- | -------------------- | ------- | ------ |
| 2003                                  | Sarah Harrison      | „Like a Star”               | angielski            | 7       | 56     |
| 2004                                  | Young Talent Team   | „Power of a Song”           | angielski            | 12      | 14     |
| 2005                                  | Thea & Friends      | „Make It Right”             | angielski            | 16      | 18     |
| 2006                                  | Sophie Debattista   | „Extra Cute”                | angielski            | 11      | 48     |
| 2007                                  | Cute                | „Music”                     | angielski            | 12      | 37     |
| 2008                                  | Daniel Testa        | „Junior Swing”              | angielski            | 4       | 100    |
| 2009                                  | Francesca & Mikaela | „Double Trouble”            | angielski            | 8       | 55     |
| 2010                                  | Nicole Azzopardi    | „Knock, Knock… Boom! Boom!” | angielski, maltański | 13      | 35     |
| Brak reprezentanta w latach 2011–2012 |                     |                             |                      |         |        |
| 2013                                  | Gaia Cauchi         | „The Start”                 | angielski            | 1       | 130    |
| 2014                                  | Federica Falzon     | „Diamonds”                  | angielski            | 4       | 116    |
| 2015                                  | Destiny Chukunyere  | „Not My Soul”               | angielski            | 1       | 185    |
| 2016                                  | Christina Magrin    | „Parachute”                 | angielski            | 6       | 191    |
| 2017                                  | Gianluca Cilia      | „Dawra Tond”                | angielski            | 9       | 107    |
| 2018                                  | Ela Mangion         | „Marchin' On”               | angielski            | 5       | 181    |
| 2019                                  | Eliana Gomez Blanco | „We Are More"               | angielski, maltański | 19      | 29     |
| 2020                                  | Chanel Monseigneur  | „Chasing Sunsets”           | angielski            | 8       | 100    |
| 2021                                  | Ike & Kaya          | „My Home”                   | angielski            | 12      | 97     |
| 2022                                  | Gaia Gambuzza       | „Diamonds in the Skies”     | angielski            | 16      | 43     |
| 2023                                  | Yulan               | „Stronger”                  | angielski            | 10      | 94     |
| 2024                                  | Ramires Sciberras   | „Stilla ċkejkna”            | maltański            | 5       | 153    |
| 2025                                  |                     |                             |                      |         |        |

Legenda:
     1 miejsce
     2 miejsce
     3 miejsce
     Ostatnie miejsce

## Historia głosowania w finale (2003–2022)
Poniższe tabele pokazują, którym krajom Malta przyznaje w finale najwięcej punktów oraz od których państw maltańscy reprezentanci otrzymują najwyższe noty.
| M. | Kraj     | Punkty |
| -- | -------- | ------ |
| 1  | Białoruś | 116    |
| 2  | Gruzja   | 82     |
| 3  | Armenia  | 81     |
| 4  | Holandia | 71     |
| 5  | Rosja    | 60     |

| M. | Kraj     | Punkty |
| -- | -------- | ------ |
| 1  | Białoruś | 79     |
| 2  | Gruzja   | 74     |
| 3  | Holandia | 72     |
| 4  | Ukraina  | 69     |
| 5  | Włochy   | 66     |

## Organizacja
| Rok  | Lokalizacja                               | Prowadzący                  |
| ---- | ----------------------------------------- | --------------------------- |
| 2014 | Marsa, Malta Shipbuilding                 | Moira Delia                 |
| 2016 | Valletta, Mediterranean Conference Centre | Ben Camille i Valerie Vella |